# Arif Pachayev
Pour les articles homonymes, voir Pachayev.
Arif Mirdjalal oghlu Pachayev (en azéri : Arif Mircəlal oğlu Paşayev; né le 15 février 1934 à Bakou) est un scientifique émérite d'Azerbaïdjan, académicien de l'Académie nationale des sciences d'Azerbaïdjan (ANSA), docteur en sciences physiques et mathématiques, lauréat du prix d'État de la RSS d'Azerbaïdjan (1991), recteur de l'Académie nationale de l'aviation d'Azerbaïdjan.

## Études
Il est diplômé de la faculté de radiophysique de l'Académie nationale des télécommunications d'Odessa. En 1959, il commence à travailler à l'Institut de physique de l'Académie des sciences de la RSS d'Azerbaïdjan. De 1960 à 1964, il étudie à l'Institut des métaux rares de Moscou. 

## Travail scientifique
En 1966, il soutient sa thèse sur le thème « Développement de méthodes et dispositifs pour la mesure sans contact des paramètres des matériaux semi-conducteurs à hautes et très hautes fréquences ». En 1978, il soutient sa thèse sur le thème « Bases physiques, principes de développement et perspectives des méthodes non destructives dans la recherche des semi-conducteurs » et devient docteur en sciences physiques et mathématiques. 
De 1971 à 1996, Arif Pashayev dirige le laboratoire « Précision de mesure sans erreurs et méthodes physiques de contrôle » de l'Institut de physique de l'Académie nationale des sciences d'Azerbaïdjan. 
En 1989, il est élu membre correspondant, puis, en 2001, membre à part entière de l'Académie nationale des sciences d'Azerbaïdjan. 

## Activité pédagogique
Arif Pashayev est professeur à l'université technique d'Azerbaïdjan, chercheur en chef à l'Institut de physique de l'Académie nationale des sciences d'Azerbaïdjan. Il est recteur de l'Académie nationale de l'aviation d'Azerbaïdjan depuis 1996, président de l'Académie d'ingénierie d'Azerbaïdjan, et président du Conseil des affaires cosmiques d'Azerbaïdjan. Il est également vice-président de l'International Academy of Engineering.

## Ouvrages
Arif Pashayev est l'auteur de plus de 500 ouvrages publiés, 30 livres et monographies. Il a reçu plus de 60 certificats de droit d'auteur et échantillons industriels

## Décorations
- Prix d'État de la RSS d'Azerbaïdjan, 1991
- Ordre de Chohrat, 14 février 2004
- Titre honorifique de scientifique émérite d'Azerbaïdjan, 14 décembre 2005
- Ordre de Charaf, 12 février 2009
- Ordre d'Istiglal, 14 février 2014